# Campionati francesi di sci alpino 1990
Ai Campionati francesi di sci alpino 1990 furono assegnati i titoli di discesa libera, supergigante, slalom gigante, slalom speciale e combinata, sia maschili sia femminili.

## Risultati
| Specialità      | Uomini           | Donne            |
| --------------- | ---------------- | ---------------- |
| Discesa libera  | Luc Alphand      | Cathy Chedal     |
| Supergigante    | Jérôme Noviant   | Carole Merle     |
| Slalom gigante  | Adrien Duvillard | Cathy Chedal     |
| Slalom speciale | Patrice Bianchi  | Béatrice Filliol |
| Combinata       | Franck Piccard   | Karine Pons      |